# Stepanova pamjatka
Stepanova pamjatka (Степанова памятка) è un film del 1976 diretto da Konstantin Eršov.

## Trama
Il film racconta il talentuoso minatore Stepan, il suo amore per l'amante della Montagna di Rame, che ha aperto il mondo dell '"anima di pietra" a Stepan. Questo amore lo ha trasformato e distrutto. Ma "il promemoria di Stepanova" - la figlia del maestro Tanyusha ha ereditato da suo padre un carattere orgoglioso, talento e perseveranza. La ragazza con il giovane maestro Turchaninov andò a San Pietroburgo per vedere la Sala della Malachite e adempiere così al volere di suo padre.